# Double Dose
Double Dose è l'ottavo album degli Hot Tuna ed è stato pubblicato, in forma di doppio album, nel 1978.

## Tracce

### Lato A
1. Winin' Boy Blues (Morton) — 5:57
2. Keep Your Lamps Trimmed and Burning (Davis) — 3:08
3. Embryonic Journey (Kaukonen) — 1:56
4. Killing Time in the Crystal City (Kaukonen) — 6:35

### Lato B
1. I Wish You Would (Arnold) — 4:20
2. Genesis (Kaukonen) — 4:16
3. Extrication Love Song (Kaukonen) — 4:26
4. Talking 'Bout You (Berry) — 5:34

### Lato C
1. Funky #7 (Kaukonen / Casady) — 8:49
2. Serpent of Dreams (Kaukonen) — 6:43
3. Bowlegged Woman, Knock Kneed Man (Rush / Carter) — 4:51

### Lato D
1. I See the Light (Kaukonen) — 5:49
2. Watch the North Wind Rise (Kaukonen) — 4:58
3. Sunrise Dance with the Devil (Kaukonen) — 5:38
4. I Can't Be Satisfied (Morganfield) — 4:58

## Musicisti
Lato A:
- Jorma Kaukonen - chitarra acustica / voce

Lati B, C e D:
- Jorma Kaukonen - chitarra / voce
- Jack Casady - basso elettrico
- Nick Buck - tastiere / seconda voce in Talking 'Bout You
- Bob Steeler - batteria